# Rue de la Paix

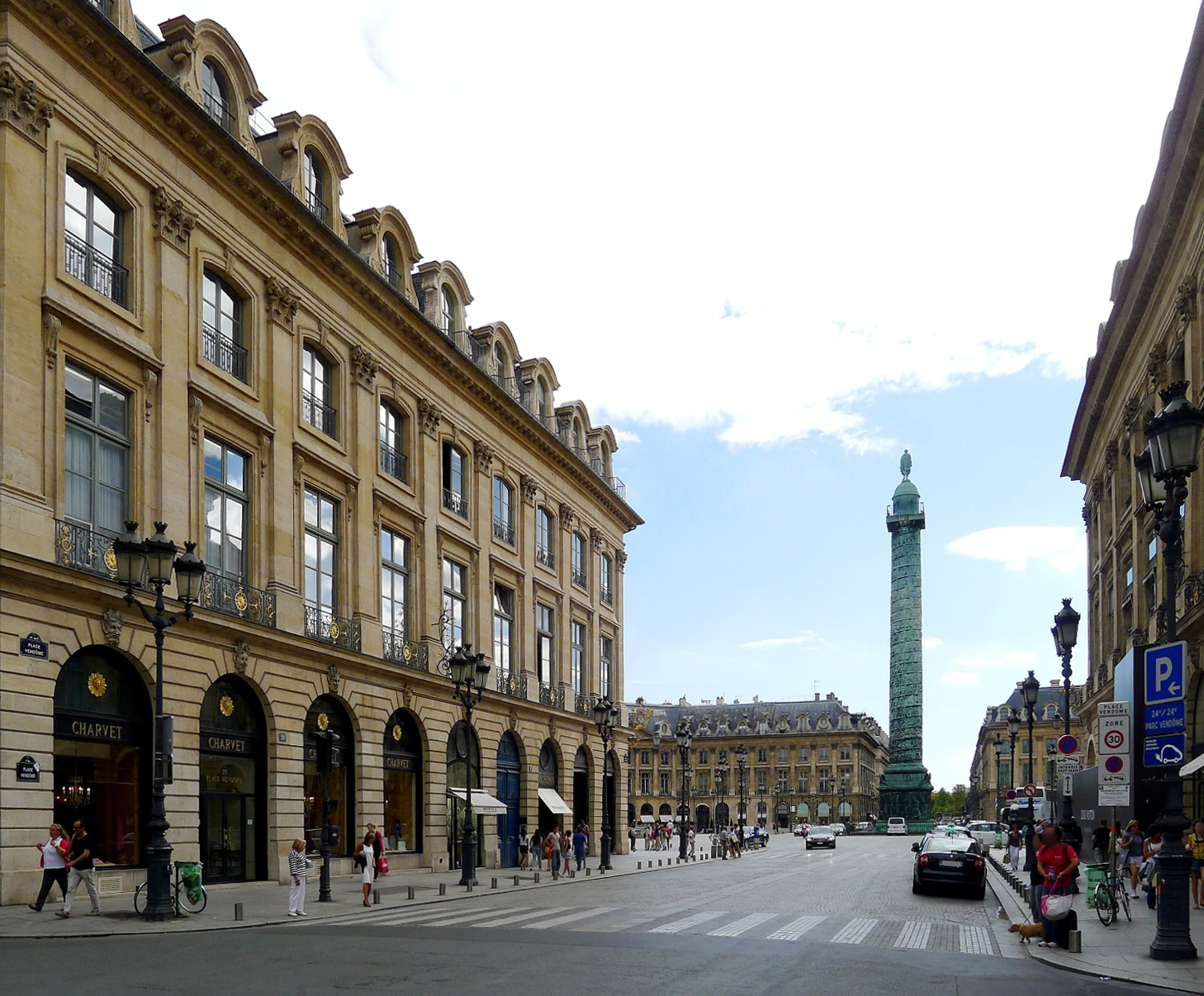
Rue de la Paix in Richtung Place Vendôme

Rue de la Paix (Straße des Friedens) ist eine Straße im 1. und 2. Arrondissement von Paris.

## Entstehungsgeschichte
Sie wurde gemäß einem Dekret vom 19. Februar 1806 als Rue Napoléon nach dem Abriss des hier in Hausnummer 1 befindlichen Kapuzinerinnenklosters (Couvent des Capucines) erbaut. Napoleon Bonaparte plante mit der zunächst Rue Napoléon heißenden Straße die schönste Straße von Paris. Das bereits für die Gestaltung des naheliegenden Place Vendôme dort abgerissene Kapuzinerinnenkloster wurde hierhin am 26. Juli 1686 verlegt, musste jedoch für den Bau der Straße erneut abgerissen werden. Die Nonnen hatten das Kloster bereits am 14. Juni 1790 verlassen, die Kapuzinerkirche wurde am 29. März 1804 aufgegeben. Danach ging der Bau der Straße zügig voran. Am 16. Februar 1814 wollte eine Menschenmenge verhindern, dass die Siegessäule auf dem Place Vendôme abgerissen würde, und lief schreiend durch die Rue Napoléon mit dem Ausruf „Vive la Colonne!“ (Es lebe die Säule). Die Rue de la Paix erhielt ihren heutigen Namen im Hinblick auf den in Paris am 30. Mai 1814 geschlossenen ersten Pariser Frieden (paix).

## Luxusläden
Auf dieser Straße ließen sich, noch bevor dies auf dem Place Vendôme begann, Juweliere und Modeschöpfer nieder. Ältester ist der Juwelier Jean-François Mellerio (gegründet 1815) im Haus Nr. 9. Es folgten das Modehaus Jacques Doucet (1824; 2), der Hofjuwelier Jean-Benoit Martial Bernard (1826, 1), der Parfümeur Pierre-François-Pascal Guerlain (1842, 15), Juwelier Eugène Jacta (1848, 17) oder Modeschöpfer Charles Frederick Worth (1857; 7). Alfred Cartier hat erst im November 1899 sein Hauptquartier in Haus 13 bezogen. Grund war das Ziel Cartiers, die Ansprüche der außerordentlich wohlhabenden Kundschaft zu befriedigen. Erst als Baron Haussmann ab 1853 neue, arterielle Boulevards konzipierte, erlangte die Rue de la Paix strategische Bedeutung. Auch mindestens vier Hotels siedelten sich hier an, die jedoch durch die Eröffnung des Hôtel Ritz im Juni 1898 auf dem nahegelegenen Place Vendôme an Bedeutung verloren. Für ein deutsches Konversationslexikon aus dem Jahre 1840 gehörte die Rue de la Paix neben der Rue de Rivoli und der Rue de Castiglione zu den schönsten Straßen von Paris. Guerlain benannte 1909 eine Parfümmarke nach der Straße. Am 2. Juni 1919 eröffnete Louis Cartier erstmals eine Schmuckausstellung in seinem Laden.

## Lage und Bedeutung
Die 230 m lange und 22,5 m breite Rue de la Paix stellt die Verbindung zwischen den Plätzen Place de l’Opera und Place Vendôme her. Jenseits des Place Vendôme liegt als südliche Verlängerung der Rue de la Paix die am 9. Oktober 1801 eröffnete und 155 m lange Rue de Castiglione, die zur Rue Saint-Honoré und danach zur Rue de Rivoli führt, die ebenfalls als luxuriöse Einkaufsmeilen bekannt sind. Ihre nördliche Verlängerung bildet der Boulevard des Capucines, einer der Grands Boulevards. Das am 5. Mai 1862 eröffnete Café de la Paix liegt nicht an der Rue de la Paix, sondern hat als Adresse den Place de l’Opera. Im französischen Monopoly-Spiel ist sie die teuerste Straße von Paris.